# Diabrotica pulchella
Diabrotica pulchella is een keversoort uit de familie bladkevers (Chrysomelidae). De wetenschappelijke naam van de soort werd in 1856 gepubliceerd door Jacquelin-Val.